# Allenberg (Trier)
Der Allenberg ist eine 269 m hohe Erhebung in Trier-Kürenz in Rheinland-Pfalz.
Er liegt zwischen dem Aveler Bach und dem Gruberbach sowie 
westlich der Wehrtechnischen Dienststelle für landgebundene Fahrzeugsysteme, Pionier- und Truppentechnik.
Auf dem Gipfelplateau befindet sich eine Sportanlage.
Am Südhang liegen die Weinlagen Avelsbacher Altenberg und Avelsbacher Herrenberg im Weinbaugebiet Mosel.